# Crotylalcohol
Crotylalcohol is de triviale naam voor 2-butenol, een onverzadigde alcohol. Het komt voor als een cis- en trans-isomeer. Het is commercieel verkrijgbaar als een mengsel van de twee isomeren. Ze zijn moeilijk door destillatie te scheiden omdat de kookpunten dicht bijeen liggen. De trans - of E-configuratie is de belangrijkste van de twee.

## Synthese
Crotonalcohol kan men bereiden door de reductie van crotonaldehyde, dit is de selectieve hydrogenering van crotonaldehyde. Uitgaande van trans-crotonaldehyde verkrijgt men hoofdzakelijk trans-crotylalcohol; de voornaamste nevenproducten van de hydrogenatie zijn butyraldehyde en butanol.
Een andere mogelijkheid is de isomerisatie van 2-ethyloxiraan (1,2-epoxybutaan), analoog aan de omzetting van propyleenoxide in allylalcohol.

## Toepassing
Crotylalcohol is een reactieve stof waarmee andere verbindingen bereid kunnen worden. De hydroxylgroep kan dienen voor de vorming van esters en ethers; de onverzadigde verbinding kan aan polymerisatie- en additiereacties deelnemen. Toepassingen situeren zich in de productie van landbouwchemicaliën, geneesmiddelen, plastics en coatings.
Crotylalcohol kan omgezet worden in adipinezuur door carboxylering met koolstofmonoxide (CO) tot penteenzuur en vervolgens door hydrocarboxylering met CO en water tot adipinezuur.
Het wordt ook gebruik als industrieel solvent. Het is goed oplosbaar in water en mengbaar met andere solventen zoals ethanol of aceton.